# Karim El Ahmadi
Karim El Ahmadi Aroussi (arabsky كريم الأحمدي; narozen 27. ledna 1985, Enschede, Nizozemsko) je nizozemsko-marocký fotbalový záložník a reprezentant Maroka, který hraje v současnosti v klubu Feyenoord.

## Reprezentační kariéra
Hrál za marocké mládežnické výběry. S marockou reprezentací do 20 let se zúčastnil Mistrovství světa hráčů do 20 let 2005 v Nizozemsku, kde mladí Maročané skončili na konečném čtvrtém místě.
V A-mužstvu Maroka debutoval 19. 11. 2008 v přátelském zápase se Zambií (výhra 3:0).